# Vik
 For alternative betydninger, se Vik (flertydig). (Se også artikler, som begynder med Vik)
Vik er en kommune i Vestland fylke i Norge. Den ligger midtfjords og på sydsiden af Sognefjorden, og grænser i øst til Aurland, i syd til Voss og Vaksdal, og i vest til Modalen og Høyanger. På den anden side af fjorden ligger Balestrand, Leikanger, Sogndal og Lærdal.